# IC 4655
IC 4655 — галактика типу *Grp (велика група зірок) у сузір'ї Жертовник.
Цей об'єкт міститься в оригінальній редакції індексного каталогу.